# Nicola Batura
Nicola Batura (ur. 9 marca 2004) – polska koszykarka, występująca na pozycjach niskiej lub silnej skrzydłowej, od 2024 zawodniczka Energi Toruń.

## Osiągnięcia
Stan na 16 maja 2025, ana podstawie, o ile nie zaznaczono inaczej.

### Drużynowe

#### Młodzieżowe
5x5
- Mistrzyni Polski juniorek (2021)[3]
- Wicemistrzyni Polski kadetek (2020)[4]
- Uczestniczka mistrzostw Polski juniorek starszych (2021–2023)

3x3
- Brązowa medalistka młodzieżowych mistrzostw Polski 3x3 U–23 (2022)
- Mistrzyni Wielkopolski 3x3 U–23 (2022)

### Indywidualne
- Zaliczona do I składu mistrzostw Polski juniorek (2021)[3]

### Reprezentacja
Młodzieżowe
- Uczestniczka:
  - mistrzostw Europy:
    - U–20 (2023 – 11. miejsce, 2024 – 6. miejsce)
    - U–18 (2022 – 8. miejsce)

  - FIBA U–18 Women's European Challengers (2021)